# ペンニネアルプス山脈

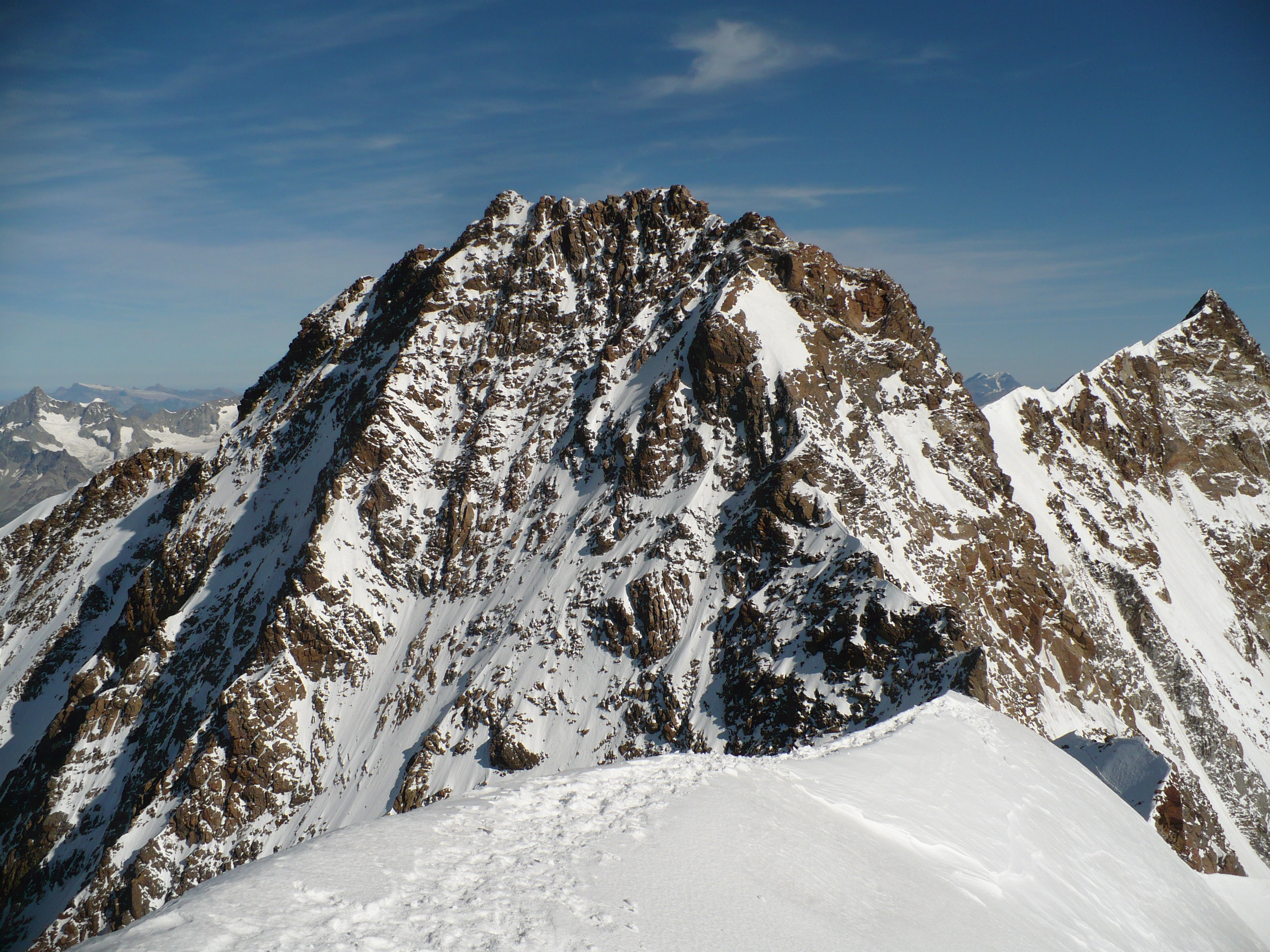
ペンニネアルプス山脈の最高峰・モンテ・ローザ

ペンニネアルプス山脈（-さんみゃく、英語: Pennine Alps＝ペナイン・アルプス、イタリア語: Alpi Pennine＝アルピ・ペンニーネ、フランス語: Alpes valaisannes＝アルプ・ヴァレザンヌ、ドイツ語:  Walliser Alpen＝ヴァリザー・アルペン）はヨーロッパアルプスの西アルプス山脈群の西南部にある山脈で、スイス・イタリアにまたがり、モンテ・ローザ、グラン・サン・ベルナール峠、ゴルナー氷河などがある。 

## 山
- モンテ・ローザ山塊のデュフール峰 (4,638m)
- ドーム山 (4,545m)
- リスカム (4,538m)
- ヴァイスホルン (4,506m)
- テッシュホルン (4,491m)
- マッターホルン (4,478m)
- ダン・ブランシュ (4,357m)
- ナーデルホルン (4,327m)
- レンツシュピッツェ (4,294m)
- アラリンホルン (4,027m)
- ヴァイスミース (4,017m)
- ゴルナーグラート (3,136m)

## 氷河
- ゴルナー氷河 (en:Gorner Glacier)
- モアリ氷河

## 峠とトンネル
- グラン・サン・ベルナール峠
- グラン・サン・ベルナール・トンネル (en:Great St Bernard Tunnel) (マルティニ～アオスタ)